# Principes de la thermodynamique

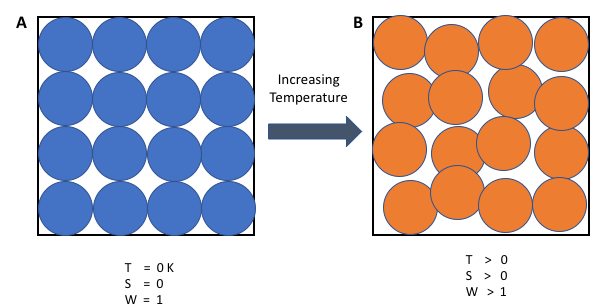
Entropie d'un corps à 0 K (à gauche) ; corps ayant une température supérieure à 0 K (à droite).

Les principes de la thermodynamique sont les principales lois (principes en fait, car non démontrés) qui régissent la thermodynamique :
- premier principe de la thermodynamique : principe de conservation de l'énergie ; introduction de la fonction énergie interne, U ;
- deuxième principe de la thermodynamique : principe d'évolution ; création d'entropie, S ;
- troisième principe de la thermodynamique ou principe de Nernst : l'entropie d'un cristal parfait est nulle à T = 0 K.

On évoque parfois deux autres principes : 
- principe zéro de la thermodynamique : la température est une grandeur repérable ;
- quatrième principe de la thermodynamique, comme nom donné à la théorie d'Onsager : il existe une relation linéaire entre les courants volumiques et les forces thermodynamiques.